# Abbas ibn Abd al-Muttalib
Abbas ibn Abd al-Muttalib, född cirka 565, död cirka 653, var den muslimske profeten Muhammeds farbror. Han var en av Muhammeds fars yngsta bröder och bara några år äldre än brorsonen. Efter slaget vid Badr blev han en ivrig anhängare av Muhammeds lära. Han var far till Abdallah ibn al-Abbas och blev stamfader till abbasiderna. Han är begraven på Jannat al-Baqi-begravningsplatsen i Medina.

### Källhänvisningar
1. ↑  Аббас, Абул-Фадль Эль-Гашими, Brockhaus och Efrons encyklopediska lexikon, band I 1890.[källa från Wikidata]
2. ↑  Аббас ибн Абд аль-Мутталиб, Islamskij entsiklopeditjeskij slovar'.[källa från Wikidata]
3. ↑  Абд аль-Мутталиб, Islamskij entsiklopeditjeskij slovar'.[källa från Wikidata]
4. ↑  Rogerson  2004, s. 186.
5. ↑  Lings  2006, s. 39.
6. ↑  Photos från al-islam.org. Läst 1 augusti 2011.